# Jack Abramoff

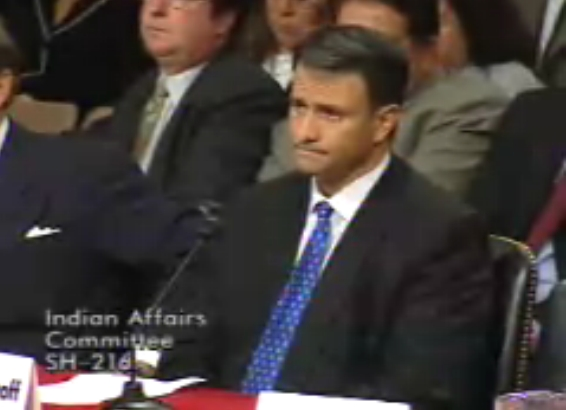
Jack Abramoff (2004)

Jack A. Abramoff (* 28. Februar 1959 in Atlantic City, New Jersey) ist ein US-amerikanischer politischer Lobbyist, Aktivist der Republikaner, Geschäftsmann und Betrüger, der eine zentrale Rolle in einer Reihe politischer Skandale in den Vereinigten Staaten spielte.

## Leben
Abramoff entstammt einer wohlhabenden, jüdischen Familie. Sein Vater Frank Abramoff war in leitender Position bei dem Kreditkartenunternehmen Diners Club tätig. 1969 zog er mit seiner Familie nach Beverly Hills in Kalifornien. Die Familie wohnte am Elm Drive, nördlich des Santa Monica Boulevard. Abramoff besuchte die Beverly Hills High School. Seine erste religiöse Ausbildung erhielt er am Temple Emanuel, einer jüdischen Reformgemeinde in Beverly Hills. Der Film Anatevka, den Abramoff im Alter von zwölf Jahren gesehen hatte, soll der Auslöser für seine spätere Hinwendung zum orthodoxen Judentum gewesen sein. Ab 1972 besuchte er auf eigenen Wunsch die konservative Synagoge Sinai Temple am Wilshire Boulevard in Los Angeles.
Abramoff studierte ab 1977 an der Brandeis University, wo er 1981 graduierte. 1986 erwarb er an der Juristischen Fakultät der Georgetown University (Georgetown University Law Center) in Washington, D.C. einen Doktorgrad (Juris Doctor) im Fach Rechtswissenschaften. Als Undergraduate an der Brandeis University war er Vorsitzender (Chairman) der Massachusetts Alliance of College Republicans, die Studenten als freiwillige Helfer für den Präsidentschaftswahlkampf von Ronald Reagan 1980 rekrutierte.
Nach Studienabschluss an der Brandeis University ging Abramoff nach Washington, D.C., wo er zum Chairman des College Republican National Committee (CNRC) gewählt wurde. Dieses Amt hatte er von 1981 bis 1985 inne. Zusammen mit Grover Norquist und Ralph Reed formte er die College Republicans zu einer den rechten Flügel der Republikanischen Partei repräsentierenden Organisation. 1982 führte eine von Abramoff, Norquist und Reed in den gesamten Vereinigten Staaten veranstaltete, erfolglose Spendenkampagne zur Erschöpfung der Mittel der College Republicans.
1985 schloss er sich der konservativen, die Reagan-Regierung befürwortende Citizens for America an; diese half unter anderem Oliver North bei der Unterstützung der rechtsgerichteten Contras in Nicaragua.
Ende der 1980er Jahre ging er nach Hollywood, wo er sich bei zwei Filmen als Filmproduzent betätigte. Abramoff war Leiter der anti-kommunistischen Lobbyorganisation International Freedom Foundation (IFF), die 1986 in Washington, D.C. gegründet worden war und laut Craig Williamson, ehemaliger Major der südafrikanischen Polizei, „ein Instrument der politischen Kriegsführung gegen die Feinde der Apartheid“ war. Mit Hilfe Williamsons drehte Abramoff den Film Red Scorpion mit Dolph Lundgren in der Hauptrolle. Hierzu hatte er auch die Drehbuchvorlage geschrieben. Der Film wurde wegen seiner Nähe zum Apartheid-Regime und wegen seines Drehortes (das von Südafrika annektierte Südwestafrika) kritisiert. Gemeinsam mit seinem Bruder produzierte er sowohl Red Scorpion (1988) als auch Red Scorpion 2 (1995). Abramoff äußerte sich nach dem Ende der Apartheid zu dem Thema Red Scorpion und behauptete, dass die IFF gegen die Apartheid gewesen sei. In den Vereinigten Staaten wurde er in der Folgezeit seit den 1990er Jahren insbesondere als politischer Lobbyist bekannt; er betrieb Lobbyarbeit insbesondere für die großen Rechtsanwaltskanzleien Preston Gates & Ellis in Seattle und Greenberg Traurig in Miami.
Abramoff ist verheiratet und Vater von fünf Kindern.

## Gerichtsverfahren
Im Januar 2006 bekannte sich Abramoff in einem Gerichtsverfahren des Betrugs und der Steuerhinterziehung schuldig. Abramoff gestand ein, prominente Abgeordnete mit unerlaubten Zuwendungen bedacht zu haben; dabei handelte es sich um Geldbeträge, Einladungen zu Golf-Ausflügen, Reisen, Tickets für Sportveranstaltungen, Abendessen und andere Vergünstigungen.
Wenige Tage später, ebenfalls im Januar 2006, bekannte sich Abramoff in einem zweiten Gerichtsverfahren erneut schuldig. Abramoff gab vor einem Gericht in Miami zu, Geldüberweisungen und Dokumente gefälscht zu haben, um an einen Bankkredit zur Finanzierung von Casino-Schiffen zu gelangen. Mit dem Geld kaufte sich Abramoff, nach eigenen Angaben, eine Flotte von Casino-Schiffen in Florida.
Im März 2006 wurde Abramoff von einem Gericht in Miami zu einer Gefängnisstrafe von fünf Jahren und zehn Monaten verurteilt. Durch sein Geständnis und eine Urteilsabsprache hatte Abramoff eine deutliche Minderung seiner Strafe erreicht. Im Juni 2010 wurde er nach dreieinhalb Jahren entlassen.
Nach Verbüßung seiner Haftstrafe arbeitete Abramoff als Pizzabäcker in einer Pizzeria mit Fast-Food-Restaurant in Baltimore im US-Bundesstaat Maryland.
Abramoff galt als „Pate der Republikaner“; er war eine der „schillerndsten Figuren in der US-Hauptstadt“. Er hatte hauptsächlich die Interessen von Indianerstämmen vertreten, die in ihren Reservaten Indianer-Casinos errichten wollten; er soll die Indianer jedoch jahrelang um ihre Gewinne betrogen haben. In der Folge war David Savafian, der ehemalige Stabschef in der US-amerikanischen Beschaffungsbehörde General Services Administration (GSA), unter anderem wegen Falschaussagen und Behinderung der Justiz, im Juni 2006 verurteilt worden.
Die Aufdeckung der Abramoff-Skandale und die sich daran anschließende Verurteilung Abramoffs hatte, nach Einschätzung der Medien, das Potenzial, sich negativ auf die Wahlen in den Kongresswahlen in den Vereinigten Staaten im November 2006 und auf die Präsidentschaft von George W. Bush auszuwirken.

## Filme
Im Mai 2010 wurde in den Vereinigten Staaten der Dokumentarfilm Casino Jack & The United States of Money (2010) über Abramoffs Skandale veröffentlicht. 
Eine im selben Jahr 2010 gedrehte politische Satire mit Kevin Spacey als Abramoff hat den ähnlichen Titel Casino Jack, es ist aber ein anderer Film. Der Film wurde im September 2010 beim Toronto International Film Festival uraufgeführt.